# Aviation légère de l'armée de terre
L'Aviation légère de l'armée de terre (sigla ALAT) è la componente aerea dell'Armée de terre, l'esercito della Francia, quest'ultima parte integrante delle forze armate francesi. È nata il 22 novembre 1954 come Aviation Légère d'Observation d'Artillerie - ALOA (Aviazione leggera d'Osservazione dell'Artiglieria) come parte integrante dell'artiglieria; L'ALAT è diventata un corpo distinto dall'artiglieria nel 2003. La sua componente principale è basata sugli elicotteri.

## Composizione
Comando
- Le Commandement de l'aviation légère de l'armée de terre (COMALAT) di Vélizy-Villacoublay

Reggimenti
- Le 1er régiment d'hélicoptères de combat (1er RHC) di Phalsbourg (Gazelle, Puma e Cougar)
- Le 3e régiment d'hélicoptères de combat (3e RHC) di Étain (Gazelle e Puma)
- Le 5e régiment d'hélicoptères de combat (5e RHC) di Pau (Gazelle, Tigre, Puma e Cougar)
- Le 4e Régiment d'hélicoptères des Forces Spéciales (4e RHFS) di Pau (Caracal, Gazelle, Tigre, Puma e Cougar)

Scuole
- L'école de l'aviation légère de l'armée de Terre (EALAT) di Dax e di Le Cannet des Maures (Gazelle, NHE, Fennec e Puma)

Reggimenti disciolti
- Le 2e régiment d'hélicoptères de combat (2e RHC) di Friedrichshafen (1978-1992)
- Le 6e régiment d'hélicoptères de combat (6e RHC) di Margny-lès-Compiègne (1977-2007)
- Le 7e régiment d'hélicoptères de combat (7e RHC) di Nancy-Essey-lès-Nancy (1985-1997)
- Le 4e régiment d'hélicoptères de combat et de manœuvre (4e RHCM) di Nancy-Essey-lès-Nancy (1985-1999)

## Mezzi aerei
Sezione aggiornata annualmente in base al World Air Force di Flightglobal del corrente anno. Tale dossier non contempla UAV, aerei da trasporto VIP ed eventuali incidenti accorsi durante l'anno della sua pubblicazione. Modifiche giornaliere o mensili che potrebbero portare a discordanze nel tipo di modelli in servizio e nel loro numero rispetto a WAF, vengono apportate in base a siti specializzati, periodici mensili e bimestrali. Tali modifiche vengono apportate onde rendere quanto più aggiornata la tabella.
| Aeromobile                           | Origine                 | Tipo                          | Versione (denominazione locale) | In servizio (2024) | Note | Immagine |
| Aerei da trasporto                   |                         |                               |                                 |                    | |          |
| Pilatus PC-6 Turbo Porter            | Svizzera                | aereo da trasporto leggero    | PC-6B2-H4                       | 5                  | 5 PC-6B2-H4 ricevuti a partire dal 1992. |          |
| SOCATA TBM 700                       | Francia                 | aereo da trasporto            | TBM 700                         | 9                  | |          |
| Aeromobili a pilotaggio remoto - UAV |                         |                               |                                 |                    | |          |
| Safran Patroller                     | Francia                 | UAV                           | Patroller                       | 0                  | 14 UAV Patroller e 6 stazioni di controllo a terra ordinati il 5 aprile 2016, con un contratto da 350 milioni di euro (343 milioni di dollari) che comprende formazione e supporto. I primi 5 UAV dovrebbero essere consegnati a dicembre 2022.                                                       |          |
| Elicotteri                           |                         |                               |                                 |                    | |          |
| Aérospatiale Cougar                  | Francia                 | elicottero da trasporto medio | AS532UL Cougar                  | 23                 | Uno dei 25 esemplari in servizio al dicembre 2018 è stato perso durante la missione in Mali a novembre 2019, dopo essersi scontrato con un EC 665 Tiger. Un ulteriore esemplare è andato perso ad aprile 2020 portando a 23 il numero degli elicotteri in servizio.                                   |          |
| Aérospatiale Fennec                  | Francia                 | elicottero da addestramento   | AS555UN Fennec                  | 17                 | |          |
| Eurocopter Tigre                     | Francia Germania        | elicottero d'attacco          | EC 665                          | 68                 | Uno dei 56 esemplari in servizio al dicembre 2018 è stato perso durante la missione in Mali a novembre 2019, dopo essersi scontrato con un AS 532 Cougar. |          |
| Airbus H225M Caracal                 | Francia                 | CSAR                          | H225M                           | 8                  | A giugno 2019 sono 8 gli H225M in organico, in quanto un esemplare è andato perso in Burkina Faso nel 2014. |          |
| NHIndustries NH90                    | Italia Germania Francia | elicottero multiruolo         | NH-90 TTHNH90 FS                | 630                | 74 in consegna dal 2011. Ulteriori 10 esemplari sono stati ordinati ad ottobre 2020, saranno destinati alle forze speciali e consegnati tra il 2025 e il 2026. Ulteriori 8 NH90 FS per le Forze speciali sono stati ordinati a dicembre 2023. L'ultimo di 63 NH-90 TTH consegnato il 4 febbraio 2025. |          |
| Aérospatiale Puma                    | Francia                 | elicottero da trasporto medio | SA330B                          | 16                 | |          |
| Aérospatiale Gazelle                 | Francia (bandiera)      | elicottero multiruolo         | SA341 SA342                     | 104                | Un esemplare è stato abbattuto il 14 giugno sul confine tra Mali e Niger. |          |
| Airbus Helicopters H160              | Unione europea          | elicottero utility            | H160M                           | 0                  | 21 H160M ordinati a dicembre 2021, con un contratto che prevede la consegna di un primo lotto di 30 velivoli (di cui 21 per l'aeronautica e 8 per la marina), con un fabbisogno totale di 169 elicotteri.                                                                                             |          |